# Rubén Aguiar
Rubén Humberto Aguiar (21 de julio de 1956) es un maratonista retirado argentino, quien ganó la primera edición del maratón de Buenos Aires en 1984 y el la maratón de Mar del Plata en 1988. Además representó a la Argentina en la maratón los juegos olímpicos de 1984 en Los Ángeles, Estados Unidos.

## Logros personales
| Año  | Distancia | Posición | Lugar                       | Marca   |
| ---- | --------- | -------- | --------------------------- | ------- |
| 1984 | Maratón   | 1°       | Buenos Aires, Argentina     | 2:21:27 |
| 1984 | Maratón   | 59°      | Los Ángeles, Estados Unidos | 2:31:18 |
| 1988 | Maratón   | 1°       | Mar del Plata, Argentina    | 2:23:54 |